# XVII Giochi paralimpici estivi
I XVII Giochi paralimpici estivi (in francese Jeux paralympiques d'été de 2024) si tennero a Parigi dal 28 agosto al 8 settembre 2024.
Per la prima volta la capitale francese ospitò i Giochi paralimpici.

## Assegnazione
Come da accordi del 2001 tra il Comitato Paralimpico Internazionale e il Comitato Olimpico Internazionale, il paese selezionato per ospitare i Giochi olimpici dovrà ospitare anche i corrispondenti Giochi paralimpici. Il 13 settembre 2017 durante la 131ª sessione del CIO svoltasi a Lima, la città di Parigi ha ottenuto l'organizzazione dei Giochi della XXXIII Olimpiade e di conseguenza anche dei XVII Giochi paralimpici estivi. La città francese è stata nominata all'unanimità a seguito di un accordo con l'altra concorrente, Los Angeles, cui è stata simultaneamente assegnata l'edizione successiva dei Giochi olimpici e paralimpici.

## Sviluppo e preparazione

### Sedi di gara
Zona Parigi
- Arena Porte de la Chapelle – parabadminton e powerlifting; 8 000 posti
- Campo di Marte – calcio a 5 per ciechi; 12 860 posti
- Grand Palais – scherma in carrozzina e taekwondo; 8 000 posti
- Grand Palais Éphémère – judo e rugby in carrozzina; 9 000 posti
- Hôtel des Invalides – tiro con l'arco, atletica (arrivo maratona); 8 000 posti
- Palazzo dello Sport di Parigi-Bercy – pallacanestro in carrozzina; 15 000 posti
- Paris Expo Porte de Versailles, padiglione 1 – boccia; 12 000 posti
- Paris Expo Porte de Versailles, padiglione 4 – tennistavolo; 6 650 posti
- Paris Expo Porte de Versailles, padiglione 6 – goalball; 5 000 posti
- Place de la Concorde – cerimonia di apertura;
- Ponte Alessandro III – paratriathlon; 1 500 posti
- Stadio Roland Garros – tennis in carrozzina; 36 000 posti

Zona Île-de-France
- Arena Paris Nord di Villepinte – pallavolo paralimpica; 6 000 posti
- Clichy-sous-Bois – ciclismo (gare su strada); 5 000 posti
- La Courneuve – atletica (partenza maratona);
- Paris La Défense Arena – nuoto; 15 220 posti
- Reggia di Versailles – equitazione; 80 000 posti
- Stade de France – cerimonia di chiusura, atletica; 77 083 posti
- Stadio nautico di Vaires-sur-Marne – canoa e canottaggio; 36 000 posti
- Velodromo di Saint-Quentin-en-Yvelines – ciclismo (gare su pista); 5 000 posti

Fuori Parigi
- Centro nazionale di tiro sportivo di Châteauroux – tiro; 4 000 posti

Impianti non adibiti alle competizioni
- L'Île-Saint-Denis – villaggio paralimpico
- Le Bourget – centro per i media e per le trasmissioni internazionali

### Simboli

#### Emblema
Per la prima volta nella storia dei Giochi paralimpici, l'emblema utilizzato è il medesimo dei Giochi olimpici, con la sola differenza degli agitos in luogo dei cinque cerchi. Realizzato da Ecobranding e svelato pubblicamente nella serata del 21 ottobre 2019, l'emblema utilizza unicamente i colori oro e nero e la scelta di utilizzarlo anche per i Giochi paralimpici è stata motivata come segue:

#### Mascotte
Le mascotte di Parigi 2024, The Phryges, sono state svelate il 14 novembre 2022: si tratta di un paio di berretti frigi antropomorfi, considerati un simbolo storico di libertà in Francia. La Frigia che rappresenta le Paralimpiadi indossa una lama che corre su una delle gambe ed è la prima volta dal 1994 in cui è raffigurata una disabilità visibile in una mascotte paralimpica.
Non sono comunque mancate le critiche. Da una parte c'è chi ha visto nella forma della mascotte quella di un clitoride; dall'altra la mascotte di peluche disponibile per la vendita è stata al centro di diversi dibattiti politici, in quanto sarebbe stata prodotta in Cina, situazione che entrava in contrasto con le politiche di valorizzazione del made in France volute dal governo francese.

## I Giochi

### Paesi partecipanti
Atleti russi e bielorussi hanno potuto partecipare senza bandiera, senza inno nazionale, solo in sport individuali, e a condizione che non avessero supportato l'invasione dell'Ucraina; infatti una decisione del Comitato Paralimpico Internazionale del settembre 2023 ha sospeso i rispettivi comitati paralimpici nazionali per due anni ed ha stabilito che il gruppo di tali atleti viene chiamato Atleti Paralimpici Neutrali.
- Afghanistan
- Algeria
- Angola
- Arabia Saudita
- Argentina
- Armenia
- Aruba
- Atleti Paralimpici Neutrali
- Atleti Paralimpici Rifugiati
- Australia
- Austria
- Azerbaigian
- Bahrain
- Bangladesh
- Barbados
- Bhutan
- Belgio
- Benin
- Bermuda
- Birmania
- Bosnia ed Erzegovina
- Botswana
- Brasile
- Bulgaria
- Brunei
- Bulgaria
- Burkina Faso
- Burundi
- Cambogia
- Camerun
- Canada
- Capo Verde
- Cile
- Cina
- Cipro
- Colombia
- Corea del Sud
- Costa d'Avorio
- Costa Rica
- Croazia
- Cuba
- Danimarca
- Ecuador
- Egitto
- El Salvador
- Emirati Arabi Uniti
- Eritrea
- Estonia
- Etiopia
- Figi
- Filippine
- Finlandia
- Francia
- Gabon
- Gambia
- Georgia
- Germania
- Ghana
- Giamaica
- Giappone
- Giordania
- Gran Bretagna
- Grecia
- Grenada
- Guatemala
- Guinea
- Guinea-Bissau
- Haiti
- Honduras
- Hong Kong
- India
- Indonesia
- Iran
- Iraq
- Irlanda
- Islanda
- Isole Salomone
- Isole Vergini americane
- Israele
- Italia
- Kazakistan
- Kenya
- Kirghizistan
- Kiribati
- Kosovo
- Kuwait
- Laos
- Lesotho
- Lettonia
- Libano
- Liberia
- Libia
- Lituania
- Lussemburgo
- Macao
- Macedonia del Nord
- Malaysia
- Malawi
- Mali
- Maldive
- Malta
- Marocco
- Mauritius
- Messico
- Moldovia
- Montenegro
- Mongolia
- Mozambico
- Namibia
- Nepal
- Nicaragua
- Niger
- Nigeria
- Norvegia
- Nuova Zelanda
- Oman
- Paesi Bassi
- Pakistan
- Palestina
- Panama
- Papua Nuova Guinea
- Paraguay
- Perù
- Polonia
- Portogallo
- Porto Rico
- Qatar
- Rep. Democratica del Congo
- Rep. Ceca
- Repubblica Centrafricana
- Rep. del Congo
- Rep. Dominicana
- Romania
- Ruanda
- Saint Vincent e Grenadine
- São Tomé e Príncipe
- Senegal
- Serbia
- Sierra Leone
- Singapore
- Siria
- Slovacchia
- Slovenia
- Somalia
- Spagna
- Sri Lanka
- Stati Uniti
- Sudafrica
- Suriname
- Svezia
- Svizzera
- Taipei Cinese
- Tanzania
- Thailandia
- Timor Est
- Togo
- Tonga
- Trinidad e Tobago
- Tunisia
- Turchia
- Turkmenistan
- Uganda
- Ucraina
- Ungheria
- Uruguay
- Uzbekistan
- Vanuatu
- Venezuela
- Vietnam
- Yemen
- Zambia
- Zimbabwe

### Discipline
- Atletica leggera
- Badminton
- Boccia
- Calcio a 5 per ciechi
- Canoa
- Canottaggio
- Ciclismo
  -  Pista
  -  Strada

- Equitazione
- Goalball
- Judo
- Nuoto
- Pallacanestro in carrozzina
- Pallavolo
- Pesistica

- Rugby in carrozzina
- Scherma in carrozzina
- Taekwondo
- Tennis in carrozzina
- Tennistavolo
- Tiro
- Tiro con l'arco
- Triathlon

### Calendario degli eventi
Le gare si terranno dal 29 agosto al 8 settembre 2024 (inclusi).
| CA | Cerimonia di apertura | ● | Qualificazioni | 1 | Finali per medaglia d'oro | CC | Cerimonia di chiusura |

| Sport                       | Sport                       | Agosto | Agosto | Agosto | Agosto | Settembre | Settembre | Settembre | Settembre | Settembre | Settembre | Settembre | Settembre | Totale |
| Sport                       | Sport                       | Mer 28 | Gio 29 | Ven 30 | Sab 31 | Dom 1     | Lun 2     | Mar 3     | Mer 4     | Gio 5     | Ven 6     | Sab 7     | Dom 8     | Totale |
| --------------------------- | --------------------------- | ------ | ------ | ------ | ------ | --------- | --------- | --------- | --------- | --------- | --------- | --------- | --------- | ------ |
| Cerimonie                   | Cerimonie                   | CA     |        |        |        |           |           |           |           |           |           |           | CC        |        |
| Atletica leggera            | Atletica leggera            |        |        | 14     | 18     | 19        | 13        | 24        | 15        | 19        | 16        | 22        | 4         | 164    |
| Badminton                   | Badminton                   |        | ●      | ●      | ●      | 2         | 14        |           |           |           |           |           |           | 16     |
| Boccia                      | Boccia                      |        | ●      | ●      | ●      | 2         | 6         | ●         | ●         | 3         |           |           |           | 11     |
| Calcio a 5 per ciechi       | Calcio a 5 per ciechi       |        |        |        |        | ●         | ●         | ●         |           | ●         |           | 1         |           | 1      |
| Canoa                       | Canoa                       |        |        |        |        |           |           |           |           |           | ●         | 5         | 5         | 10     |
| Canottaggio                 | Canottaggio                 |        |        | ●      | ●      | 5         |           |           |           |           |           |           |           | 5      |
| Ciclismo                    | Pista                       |        | 4      | 5      | 4      | 4         |           |           |           |           |           |           |           | 17     |
| Ciclismo                    | Strada                      |        |        |        |        |           |           |           | 19        | 6         | 4         | 5         |           | 34     |
| Equitazione                 | Equitazione                 |        |        |        |        |           | ●         | 3         | 2         |           | 1         | 5         |           | 11     |
| Goalball                    | Goalball                    |        | ●      | ●      | ●      | ●         | ●         | ●         | ●         | 2         |           |           |           | 2      |
| Judo                        | Judo                        |        |        |        |        |           |           |           |           | 5         | 5         | 6         |           | 16     |
| Nuoto                       | Nuoto                       |        | 15     | 14     | 15     | 14        | 13        | 15        | 12        | 13        | 15        | 15        |           | 141    |
| Pallacanestro in carrozzina | Pallacanestro in carrozzina |        | ●      | ●      | ●      | ●         | ●         | ●         | ●         | ●         | ●         | 1         | 1         | 2      |
| Pallavolo paralimpica       | Pallavolo paralimpica       |        | ●      | ●      | ●      | ●         | ●         | ●         | ●         | ●         | 1         | 1         |           | 2      |
| Pesistica paralimpica       | Pesistica paralimpica       |        |        |        |        |           |           |           | 4         | 4         | 4         | 4         | 4         | 20     |
| Rugby in carrozzina         | Rugby in carrozzina         |        | ●      | ●      | ●      | ●         | 1         |           |           |           |           |           |           | 1      |
| Scherma in carrozzina       | Scherma in carrozzina       |        |        |        |        |           |           | 4         | 4         | 2         | 4         | 2         |           | 16     |
| Taekwondo                   | Taekwondo                   |        | 3      | 4      | 3      |           |           |           |           |           |           |           |           | 9      |
| Tennis in carrozzina        | Tennis in carrozzina        |        |        | ●      | ●      | ●         | ●         | ●         | 1         | 2         | 2         | 1         |           | 6      |
| Tennistavolo                | Tennistavolo                |        | ●      | 2      | 5      | 3         | ●         | 1         | 3         | 5         | 5         | 7         |           | 31     |
| Tiro                        | Tiro                        |        |        | 3      | 2      | 2         | 1         | 2         | 2         | 1         |           |           |           | 13     |
| Tiro con l'arco             | Tiro con l'arco             |        | ●      | ●      | 2      | 2         | 2         | 1         | 1         | 1         |           |           |           | 9      |
| Paratriathlon               | Paratriathlon               |        |        |        |        |           | 7         | 4         |           |           |           |           |           | 11     |
| Sport                       | Sport                       | Agosto | Agosto | Agosto | Agosto | Settembre | Settembre | Settembre | Settembre | Settembre | Settembre | Settembre | Settembre | Totale |
| Sport                       | Sport                       | Mer 28 | Gio 29 | Ven 30 | Sab 31 | Dom 1     | Lun 2     | Mar 3     | Mer 4     | Gio 5     | Ven 6     | Sab 7     | Dom 8     | Totale |

## Medagliere
Di seguito le prime 10 posizioni del medagliere:
  Paese ospitante
| Pos. | Paese         | Oro | Argento | Bronzo | Totale |
| ---- | ------------- | --- | ------- | ------ | ------ |
| 1    | Cina          | 94  | 76      | 50     | 220    |
| 2    | Gran Bretagna | 49  | 44      | 31     | 124    |
| 3    | Stati Uniti   | 36  | 42      | 27     | 105    |
| 4    | Paesi Bassi   | 27  | 17      | 12     | 56     |
| 5    | Brasile       | 25  | 26      | 38     | 89     |
| 6    | Italia        | 24  | 15      | 32     | 71     |
| 7    | Ucraina       | 22  | 28      | 32     | 82     |
| 8    | Francia       | 19  | 28      | 28     | 75     |
| 9    | Australia     | 18  | 17      | 28     | 63     |
| 10   | Giappone      | 14  | 10      | 17     | 41     |